# Legāhī
Legāhī (persiska: لگاهی, لَگاهی) är en ort i Iran.   Den ligger i provinsen Zanjan, i den nordvästra delen av landet, 300 km väster om huvudstaden Teheran. Legāhī ligger 1 944 meter över havet och antalet invånare är 384.
Terrängen runt Legāhī är kuperad österut, men västerut är den platt. Runt Legāhī är det ganska glesbefolkat, med 47 invånare per kvadratkilometer. Närmaste större samhälle är Armaghānkhāneh, 9,9 km norr om Legāhī. Trakten runt Legāhī består i huvudsak av gräsmarker.